# Seznam avstrijskih kardinalov
Seznam avstrijskih kardinalov.

## A
- (Albrecht von Austria)
- Andreas von Austria
- (Joseph Franz Anton von Auersperg)

## B
- Jozef Batthyány
- (František Salesky Bauer)
- Maximilian Joseph Gottfried Sommerau Beeckh
- (Johann von Bucka)

## C
- Antonín Theodor Hrabí Colloredo-Waldesee
- (Wlodzimierz Czacki)?

## D
- Franz Seraph von Dietrichstein
- (Albin Dunajewski)

## F
- Johannes Baptiste Franzelin
- Friedrich von Fürstenberg

## G
- (Karl Kajetan Gaisruck /Milano)
- Cölestin Joseph Ganglbauer
- Johannes von Goes
- Hans Hermann Groër
- Anton Josef Gruscha

## H
- Rudolf Johannes Joseph Rainier von Habsburg-Lotharingen
- Johann Evangelist Haller
- (Ernest Adalbert von Harrach)
- (Franziskus von Paula Herzan von Harras)

## I
- Theodor Innitzer

## K
- Johannes Baptist Katschthaler
- Sigismund von Kollonitsch
- Franz König
- Johann Baptist Rudolph Kutschker
- Maximilian Gandolph von Künburg

## L
- (Johannes Philipp von Lamberg)
- (Mihajlo Lewicki)

## M
- Christoph Bartholomäus Anton Graf Migazzi
- (Jakob Missia)

## N
- Franz Xavier Nagl
- (Johann Eberhard Nidhard)

## P
- Friedrich Gustav Piffl
- (Jan Puzyna de Kosielsko)

## R
- Joseph Othmar von Rauscher

## S
- Franz Xaver Altgraf von Salm-Reifferscheidt-Krautheim
- Christoph Schönborn
- (Franziskus von Paula Schönborn)
- (Wolfgang Hannibal von Schrattenbach)
- Friedrich Johann Joseph Cölestin Fürst zu von Schwarzenberg
- (Sylwester Sembratowicz)
- (Lev Skrbenský z Hřiště)
- Maximilian Joseph Gottfried Sommerau Beeckh
- Alfons Maria Stickler

## T
- Maximilian Joseph von Tarnóczy
- Johannes Joseph von Trautson
- Maria-Thaddeus von Trauttmansdorf Wiensberg
- (Ferdinand Julius von Troyer)